# Can Gibert (Sant Cebrià de Vallalta)
Can Gibert, o mas Solà, és una masia del municipi de Sant Cebrià de Vallalta (Maresme) inclosa en l'Inventari del Patrimoni Arquitectònic Català. La masia ha sofert diverses modificacions al llarg del temps, conserva una llinda gòtica d'arc conopial amb mènsules esculpides damunt el portal de punt rodó. De la mateixa època i estructura similar són les finestres laterals. Així mateix també es conserva el portal exterior del mas, d'època neoclàssica.

## Descripció
Masia situada al centre de Sant Cebrià de Vallalta, a prop de l'Ajuntament i d'una altra casa important del poble -Can Gibert-. Està oberta al carrer per un arc. Can Solà és més gran que Can Gibert i, a més, aquesta té les teulades perpendiculars al frontó mentre Can Solà les té paral·leles. Fins no fa gaires anys, aquesta masia fou un important centre de producció agrícola. Ara es lloga i les terres són conreades per altres pagesos o masovers. La façana de Can Solà té tres finestres -una de les quals ara és un balcó- amb llindes gòtiques tardanes. A dalt del frontó hi ha una inscripció sobre l'arrebossat que, amb lletres d'estil modernista, indiquen el nom de la casa: "Mas Solà". Can Gibert continua essent una masia amb caràcter agrícola. Els llogaters són de l'Àfrica negra, i treballen als camps de maduixots. Els propietaris viuen a la casa del costat.